# Hôtel de Choiseul
Pour l’article homonyme, voir Hôtel de Choiseul (Paris).
L'hôtel de Choiseul est un hôtel particulier situé à Tours dans le Vieux-Tours. Le monument fait l’objet d’une inscription au titre des monuments historiques depuis le 27 juin 1946.

## Localisation
L'hôtel est situé au 21 rue Briçonnet, à l'angle de la rue des Cerisiers.

## Historique
L'hôtel est construit en 1733 pour Jean Soulas-Girollet l'aîné, un marchand-fabricant tourangeau, sur les vestiges d'un bâtiment brique et pierre du XVe siècle et de maisons qu'il avait acquis entre 1719 et 1733. Il y meurt en 1772, laissant pour hériter Jean-Noël Soulas, président-trésorier de France au bureau des finances de Tours, et Marie-Anne Soulas (épouse de Bernard de Comminges, baron de Lary, lieutenant-colonel de dragons). 
François Cartier-Roze, marchand-fabricant, l'acquiert en 1772 pour 20 000 livres.
Le duc de Choiseul y séjourna entre 1771 et 1774 lorsqu'il exerce la fonction de gouverneur de Touraine.
Jean Soulas a épousé Marie Anne Girollet le 17 juillet 1714 à Saint-Pierre-le-Puellier. Son frère Julien Soulas, également marchand-fabricant, était entrepreneur de damas et de velours : son gendre Pierre-Antoine-Claude Papion reprit l'entreprise après lui et fit construire l'hôtel Papion.